# Joey Roggeveen
Joey Roggeveen (nacido el 20 de marzo de 1998) es un jugador de fútbol que juega en el club VV Noordwijk de la Tweede Divisie. Nacido en los Países Bajos, juega en la selección nacional de Surinam.

## Trayectoria
Hizo su debut en la Eerste Divisie con el Jong AZ el 12 de octubre de 2018 en un partido contra el Jong FC Utrecht, como titular. El 25 de junio de 2021 se anunció que Ajax fichó a Roggeveen con un contrato de 1 año para el equipo de reservas Jong Ajax como una transferencia gratuita del FC Volendam, que compite en la Eerste Divisie, el segundo nivel de fútbol profesional en los Países Bajos.

## Selección nacional
Nacido en los Países Bajos, Roggeveen nació de padre holandés y madñre surinamesa. Fue internacional juvenil con Holanda. Ha sido convocado por la selección nacional de Surinam para participar en un partido amistoso contra Tailandia el 27 de marzo de 2022.

## Clubes
| Club                | País           | Año           |
| ------------------- | -------------- | ------------- |
| Jong AZ             | Países Bajos   | 2015-2018     |
| SC Telstar (Cedido) | Países Bajos   | 2015          |
| SC Telstar          | Países Bajos   | 2018          |
| Jong AZ             | Países Bajos   | 2018-2019     |
| FC Volendam         | Países Bajos   | 2019-2021     |
| Jong Volendam       | Países Bajos   | 2019-2021     |
| Jong Ajax           | Países Bajos   | 2021-2022     |
| FC Den Bosch        | Países Bajos   | 2023-2024     |
| FC Tulsa            | Estados Unidos | 2024          |
| VV Noordwijk        | Países Bajos   | 2025-presente |